# جيف سيلينتانو
جيف سيلينتانو (بالإنجليزية: Jeff Celentano)‏ هو كاتب سيناريو ومخرج وممثل أمريكي، ولد في 24 مايو 1960 في الولايات المتحدة.

## أعمال

### أفلام
- (1992) اللاعب

### مسلسلات
- ديناستي

## وصلات خارجية
- جيف سيلينتانو على موقع IMDb (الإنجليزية)
- جيف سيلينتانو على موقع ألو سيني (الفرنسية)
- جيف سيلينتانو على موقع أول موفي (الإنجليزية)
- جيف سيلينتانو على موقع قاعدة بيانات الأفلام السويدية (السويدية)
- جيف سيلينتانو على موقع قاعدة بيانات الفيلم (الإنجليزية)
- جيف سيلينتانو على موقع كينوبويسك (الروسية)